# Can Vallès (el Bruc)
Can Vallès és una masia del Bruc (Anoia) inclosa a l'Inventari del Patrimoni Arquitectònic de Catalunya.

## Descripció
Masia de planta quadrada. Coberta a dues aigües amb teula àrab. Té planta baixa, un pis i golfes. Porta d'entrada amb arc de pedra. Té un cos adossat a la masia amb façana de pedra.
Davant la masia hi ha una era.
Masia molt reformada darrerament.

## Història
El document més antic que es conserva és de l'any 1573.